# Ligne de Baroncourt à Audun-le-Roman
La ligne de Baroncourt à Audun-le-Roman est une courte ligne non exploitée du réseau ferré de l'Est de la France en région Lorraine.
Établie sur les départements de la Meuse et de Meurthe-et-Moselle, elle relie la gare de Baroncourt sur la ligne de Longuyon à Onville et Pagny-sur-Moselle à celle d'Audun-le-Roman sur la ligne de Mohon à Thionville.
Elle acheminait un trafic fret important alimenté par les nombreux embranchements miniers à voie normale qui jalonnaient le parcours.
Elle constitue la ligne 218 000 du réseau ferré national.

## Histoire
La ligne est concédée à titre éventuel à la Compagnie des chemins de fer de l'Est par une convention signée le 15 mai 1899 entre le ministre des Travaux publics et la compagnie. Cette convention est approuvée par une loi le 12 avril 1900.
Cette ligne a été déclarée d'utilité publique à titre d'intérêt général et concédée à la Compagnie des chemins de fer de l'Est par la loi du 27 juin 1903.
Elle a été ouverte à l'exploitation en voie unique le 25 janvier 1907 entre Baroncourt et Piennes et le 1er décembre 1907 entre Piennes et Audun-le-Roman. Une 2e voie a été mise en service entre Baroncourt et Landres le 20 juin 1911. Prolongée ultérieurement jusqu'à Audun-le-Roman, la 2e voie a été déposée entre Joudreville et Audun-le-Roman en 1973 et sur la partie restante en 1980.
Le 15 mai 1939, la ligne a été fermée au service des voyageurs, puis avec la fermetures des mines de fer lorraines, les convois sidérurgiques ont disparu. En conséquence, la ligne a périclité dans les années 1970-80, ce qui a entraîné la fermeture de la ligne à tout trafic en 1991. Cette ligne non déclassée a le statut de ligne non exploitée.

## Tracé
La ligne se détache de la ligne de Longuyon à Pagny-sur-Moselle en gare de Baroncourt pour filer plein est vers Bouligny ; un saut-de-mouton permettait aux lourds convois sidérurgiques d'éviter de cisailler les voies principales. Elle serpente entre les mines de fer aujourd'hui disparues, évitant Bouligny, Joudreville par le nord, traverse Piennes, Landres, franchit Mont-Bonvillers par une étroite tranchée. Elle s'engage ensuite sur le viaduc de Beaufontaine avant de rejoindre la ligne de Mohon à Thionville en gare d'Audun-le-Roman.

## Infrastructure
C'est une ligne au profil moyen, les déclivités ne dépassent pas 10 ‰. Le rayon minimum des courbes est de l'ordre de 500 mètres.
Il n'existe qu'un seul ouvrage d'art notable : le viaduc en maçonnerie de Beaufontaine d'une longueur de 180 mètres qui comporte 11 arches de 12 mètres d'ouverture.

### Électrification
La ligne a été électrifiée en courant 25 kV - 50 Hz avec mise sous tension le 29 juin 1955. L'alimentation était assurée par la sous-station de Joudreville. Cette sous-station est toujours en service car elle alimente les lignes principales rejointes à chaque extrémité au moyen d'un feeder installé sur les supports de caténaires qui ont été conservés.
De ce fait, la ligne fait toujours l'objet d'entretien (élagage des arbres), car le feeder, et la caténaire demeurent en permanence sous tension.